# 민갑완
민갑완(閔甲完, 1897년 10월 20일 (수)(음력 9월 25일) ~ 1968년 2월 19일 (월))은 대한제국의 귀족이며 명성황후의 일족인 민영돈(閔泳敦)의 딸이었다. 대한제국 고종의 넷째아들 영친왕의 비(妃)로 간택되었으나 강제 파혼당하였다. 1919년 상하이 임시정부 출범 이후 김규식은 그녀의 일족을 중국으로 망명시키는 계획을 추진하여 성사시킨다. 본관은 여흥(驪興).

## 생애

### 출생과 약혼
명성황후의 일족인 민영돈의 딸로 명성황후의 2주기가 되는 날에 태어났으며, 1907년에 황태자 영친왕의 약혼녀로 간택되었다. 민갑완의 할아버지 민석호는 이완용의 외사촌 형이었고 민갑완의 언니는 순정효황후의 백부인 윤덕영의 맏며느리였는데, 그녀가 태자비로 간택될 수 있었던 데에는 이러한 집안 배경이 작용한 듯하다.
그러나 일본은 '유학'이란 구실을 붙여 영친왕을 일본으로 데려갔고, 1910년 한일합병이 되면서 영친왕은 일본에 발이 묶이게 되었다. 1917년 10년간 영친왕의 귀국과 혼례만을 기다리며 책을 벗삼아 지냈으나, 영친왕이 일본 황족인 나시모토노미야 마사코 여왕과 정략결혼하게 되면서 민갑완은 파혼당하고 말았다.

### 상해 망명
영친왕과 마사코의 결혼식이 일본에서 치러지고 3개월 후, 민갑완은 중국 상하이로 망명을 선택했다. 부친 민영돈은 화병으로 세상을 떠났다. 더 이상 조선에 남아 있기 어려웠고 의지할 곳이 없기에 망명을 결심하였으나 일본의 핍박은 집요했다. 상하이에 도착하여 대한민국임시정부의 요인이었던 김규식의 후원으로 상하이 현지에 미국인이 운영하는 학교에 입학하여 신학문을 배울 기회가 주어졌다. 그러나 신학문 공부에 한창 재미 들일 무렵, 일본영사가 학교에 찾아와 민갑완에 대해 이것저것 캐묻고 압력을 행사하였다. 학교장은 결국 민갑완을 학교에 나오지 못하게 하고, 그는 또한번 좌절했다.
김규식은 그녀에게 한학과 영문을 가르쳤다.
그녀가 성인이 되자 김규식은 민갑완에게 독립운동에 투신할 것을 권고하였으나, 민갑완은 '나 하나의 희생으로 만사가 평온하기를 바랄 뿐' 이라면서 거절했다. 민갑완은 책과 뜨개질로 세월을 보냈고, 파혼으로 여러번의 혼담이 들어왔지만 모두 거절하였다. 1945년 8월 15일 광복 이후 임시정부요인들이 귀국할 때 함께 귀국하였다. 그러나 그를 알아주는 사람은 없었고 불우한 만년을 보냈다.

### 생애 후반
1963년 영친왕이 박정희 정부의 주선으로 귀국하였으나 뇌연화증으로 식물인간이 되어 귀국하였고, 그나마도 민갑완은 이를 만날수 없었다. 결국 1968년 2월 19일 오전 민갑완은 부산 초량동 자택에서 후두암으로 71세의 생을 마감하였다. 이후 부산직할시 천주교 용호동 공동묘지에 묻혔다가 묘지가 개발되는 바람에 2007년 9월 개장하여 실로암 공원 묘원 납골당에 동생 민천식 내외와 안치되어있다.

## 가족 관계
- 고조부 : 민용현(閔龍顯)
  - 증조부 : 민치서(閔致序)
    - 조부 : 민석호(閔奭鎬)
      - 아버지 : 민영돈 (閔泳敦)(1863년 음력 02월~1919.01.05)
      - 어머니 : 전주 이씨(이기돈)(1869~1928.10.22(음력 9월 9일))
        - 동생 : 민천식(천행)(1906년 3월 3일(음력 2월 9일)~1968년 2월 5일)
        - 올케 : 윤정순(1917~1996년 7월 15일)
          - 조카 : 민병순(1936.09.25~1984)
          - 조카 : 민병휘(1941.05.18~)
          - 질부 : 박무선(1947)
          - 조카 : 민병욱(1947.04.25~1998.03.13)
          - 질부 : 동래정씨(1955)

        - 동생 : 민만식(1909~1935.06.10)
        - 동생 : 민만순(1911.05.22~2000.01.23)

## 평가
대한민국의 사학자 박은봉은 그때 김규식의 권고를 따라 독립운동에 투신했더라면 민갑완의 삶은 많이 달라졌을 것이라며 비판하였다.

## 기타
대한민국 부총리를 지낸 이헌재의 아버지 이강하의 고종사촌 누나가 된다고 하였다. 즉, 이헌재의 대고모가 민갑완의 어머니이다.

## 같이 보기
- 영친왕
- 명성황후
- 김규식
- 이방자

## 참고 문헌
- “영친왕의 약혼녀 민갑완”. 한겨레신문. 1997년 7월 31일. 2001년 6월 25일에 원본 문서에서 보존된 문서. 2009년 4월 21일에 확인함.